# Record Makers
Record Makers est un label indépendant fondé en 2000 par le groupe Air et leurs associés Marc Teissier du Cros et Stéphane Elfassi, après la sortie de la bande originale du film Virgin Suicides de Sofia Coppola. Les artistes produits sont essentiellement issus de la pop et de l’electro. Le label appartient à la société éponyme.

## Historique
À la fois maison de production et d'édition, Record Makers touche également aux industries du cinéma, de la publicité et de la mode :
- bande originale du film Virgin Suicides de Sofia Coppola par Air ;
- participation de Sébastien Tellier sur la BO du film Narco ;
- travail de DSL pour Hedi Slimane lors du défilé Dior Homme 2003 ;
- sortie de la bande originale inédite de 1976 du film Assault on Precinct 13 de John Carpenter, ainsi que Drive de Nicolas Winding Refn en 2011.

## Artistes produits
- Acid Washed
- Arpanet
- Blasé
- Cola Boyy
- Damien
- DSL
- Hypnolove
- I Love UFO
- Kavinsky
- Kirin J. Callinan
- Klub des loosers
- Midnight Juggernauts
- nit
- Puro Instinct
- Sébastien Tellier
- Sex In Dallas and Biladoll
- Tristesse Contemporaine
- Turzi